# Масуд Хан
Масуд Хан (д/н—після 1436)— останній правитель Малави з династії Гхорі.

## Життєпис
Син Мухаммад-шаха I. На початку травня 1436 року його батька було повалено внаслідок захколоту Махмуд-хана Хілджі. Масуд оголосив себе султаном, але протримався декілька днів, внаслідок чого трон захопив Махмуд-хан. Масуд втік до Гуджаратського султанату, де отримав допомогу від Ахмед-шаха I. За допомогою військ останнього під проводом султанових синів Умар-хана і Мухаммад-хана невдовзі виступив до Малави, де взяв в облогу столицю Манду. Зрештою Масуд Хан був змушений відступити до Гуджарату через чуму, яка спалахнула серед вояків.
З цього часу мешкав в Гуджараті. Подальша його доля невідома.